# Calle Jefferson (línea Canarsie)
La Calle Jefferson es una estación en la línea Canarsie del Metro de Nueva York de la división B del Brooklyn–Manhattan Transit Corporation. La estación se encuentra localizada en Bushwick, Brooklyn entre la Calle Jefferson y la Avenida Wyckoff. La estación es servida en varios horarios por los trenes del Servicio .